# Pickin' Up the Pieces (Poco)
| Recensione              | Giudizio        |
| ----------------------- | --------------- |
| AllMusic                | [ 4 ]           |
| Robert Christgau        | B               |
| Sputnikmusic            | 3.8 (Excellent) |
| Dizionario del Pop-Rock | [ 7 ]           |
| 24.000 dischi           | [ 8 ]           |

Pickin' Up the Pieces è il primo album del gruppo musicale di country-rock dei Poco, pubblicato dalla Epic Records nel maggio del 1969.
L'album raggiunse (il 20 settembre 1969) la sessantatreesima posizione della classifica statunitense Billboard 200.

## Tracce
Lato A
1. a) Foreword b) What a Day – 3:00 (a) da un poema di Kathy Johnson, musica di Richie Furay b) Richie Furay)
2. Nobody's Fool – 3:30 (Richie Furay)
3. Calico Lady – 3:05 (Jim Messina, Richie Furay, Skip Goodwin)
4. First Love – 3:15 (Richie Furay)
5. a) Make Me a Smile b) Short Changed – 6:35 (a) Richie Furay, Jim Messina b) Richie Furay)

Lato B
1. Pickin' Up the Pieces – 3:15 (Richie Furay)
2. Grand Junction – 2:55 (Rusty Young)
3. Oh Yeah – 4:28 (Richie Furay, Jim Messina)
4. Just in Case It Happens, Yes Indeed – 2:45 (Richie Furay)
5. Tomorrow – 3:10 (Skip Goodwin, Richie Furay)
6. Consequently, so Long – 3:50 (Skip Goodwin, Richie Furay)

Edizione CD del 1995, pubblicato dalla Legacy/Epic Records (EK 66227)
1. Foreword – 0:48 (Kathy Johnson, Richie Furay)
2. What a Day – 2:28 (Richie Furay)
3. Nobody's Fool – 3:26 (Richie Furay)
4. Calico Lady – 3:03 (Skip Goodwin, Richie Furay, Jim Messina)
5. First Love – 3:08 (Richie Furay)
6. Make a Smile – 3:18 (Richie Furay, Jim Messina)
7. Short Changed – 3:17 (Richie Furay)
8. Pickin' Up the Pieces – 3:20 (Richie Furay)
9. Grand Junction – 2:58 (Rusty Young)
10. Oh Yeah – 4:06 (Richie Furay, Jim Messina)
11. Just in Case It Happens, Yes Indeed – 2:45 (Richie Furay)
12. Tomorrow – 3:11 (Skip Goodwin, Richie Furay)
13. Consequently, so Long – 3:50 (Skip Goodwin, Richie Furay)
14. Do You Feel It Too – 3:05 (Richie Furay) – Brano pubblicato solo su CD, non presente nell'LP originale

## Formazione
- Richie Furay - chitarra a dodici corde
- Richie Furay - voce solista (brani: First Love e Consequently, so Long)
- Jim Messina - chitarra a sei corde
- Jim Messina - chitarra solista (brano: Nobody's Fool)
- Jim Messina - chitarra elettrica (brani: Short Changed e Just in Case It Happens, Yes Indeed)
- Jim Messina - voce solista (brano: Oh Yeah)
- Rusty Young - chitarra pedal steel
- Rusty Young - banjo, pianoforte (brano: What a Day)
- Rusty Young - organo (brano: Nobody's Fool)
- Rusty Young - chitarra (fuzz) solista (brano: Short Changed)
- Rusty Young - dobro (brani: Oh Yeah e Just in Case It Happens, Yes Indeed)
- Randy Meisner - basso, accompagnamento vocale
- George Grantham - batteria
- George Grantham - voce solista (brani: Calico Lady, First Love e Pickin' Up the Pieces)
- Nel brano Pickin' Up the Pieces il cantante accreditato è Denver George che in realtà è George Grantham

Note aggiuntive
- Jim Messina - produttore (An Aspera Production)
- Nick DeCaro - arrangiamenti strumenti ad arco e strumenti a fiato (brano: Tomorrow)
- Nick DeCaro - arrangiamento strumenti a fiato (brano: Nobody's Fool) con speciale ringraziamento a Ken Easton
- Terry Donovan - ingegnere delle registrazioni (con speciale ringraziamento per good ol' Sy)
- The Institute for Better Vision - design album
- Drew Struzen - illustrazione copertina album
- Frank Bez - fotografie[13]